# 黑山公國
黑山公國是位於南欧的一個已不存在的國家。蒙特內哥羅公國的首都位於采蒂涅。其範圍大致和今天的蒙特內哥羅一致。黑山公國在形式上是君主立憲制國家，實際上是君主專制國家。蒙特內哥羅雖是鄂圖曼帝國的附屬國，但一直擁有較強的自治權。1852年，蒙特內哥羅和鄂圖曼帝國發生軍事衝突。1860年，蒙特內哥羅和鄂圖曼帝國爆發戰爭，雖然一開始蒙特內哥羅處於劣勢，然而在俄羅斯和塞爾維亞的支持下，黑山最後獲得了戰爭的勝利。1905年，蒙特內哥羅制定了憲法。1910年，國號正式改為蒙特內哥羅王國。

## 外部連結
- Principality of Montenegro in 1859
- Map（页面存档备份，存于）
- Map（页面存档备份，存于）
- Map（页面存档备份，存于）